# Mastopoda
Mastopoda  (лат.) — род тлей из подсемейства Aphidinae (Macrosiphini). Северная Америка.

## Описание
Мелкие насекомые, длина около 1,7 мм.
Ассоциированы с папортниковыми растениями рода Pteridium (Pteridium aquilinum).
- Mastopoda pteridis Oestlund, 1886